# Batalha de Wayna Daga

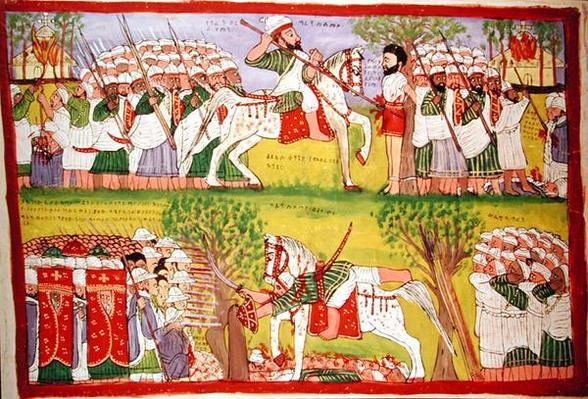
Morte de Ahmad ibn Ibrahim al-Ghazi Baleado por um Mosqueteiro Português

A batalha de Wayna Daga ("altitude para o cultivo da vinha", em amárico) foi travada a 21 de Fevereiro de 1543, num lugar a leste do lago Tana, entre um exército de portugueses e etíopes e as forças somalis ao serviço do Império Otomano; faz parte dos Conflitos Luso-Turcos, em que os portugueses se envolveram, na sequência duma bula papal de 8 de Abril de 1481, “Cogimur iubente altissimo”, que proclamava a “cruzada” contra os turcos.
Esta expedição na Etiópia foi realizada a pedido do imperador etíope Lebna Dengel, cujo país tinha sido invadido pelos somalis do Sultanato de Adal, em 1529. Entretanto, as praças portuguesas na Índia tinham também sido atacada pelos otomanos, o que levou o governador Estêvão da Gama (filho de Vasco da Gama) a atacar os muçulmanos, primeiro em Suez, em 1540, depois em Baçente, em 1542, já em conjunto com os etíopes e comandados por Cristóvão da Gama, irmão do governador.
O recontro incluía 8 000 tropas etíopes de infantaria e 500 de cavalaria, e ainda 70 mosqueteiros e 60 cavaleiros portugueses; este exército era comandado pelo imperador Cláudio. Do lado otomano, alinharam 14 000 soldados somalis de infantaria e 1 200 de cavalaria, e ainda 200 mosqueteiros, comandados pelo imame Amade ibne Ibraim Algazi , que foi morto na batalha.